# MTV Movie Awards 1996
MTV Movie Awards 1996 — ежегодная церемония вручения кинонаград канала MTV, которая прошла 8 июня 1996 года в «Walt Disney Studios» в городе Бербанк. Ведущие церемонии были Бен Стиллер и Джанин Гарофало.

## Исполнители
- Уитни Хьюстон — Why Does It Hurt So Ba
- Garbage — Only Happy When It Rains
- The Fugees и Роберта Флэк — Killing Me Softly

## Победители и номинанты
Победители написаны первыми и выделены жирным шрифтом.

### Лучший фильм
Семь
- Аполлон-13
- Храброе сердце
- Бестолковые
- Опасные мысли

### Лучшая мужская роль
Джим Керри — «Эйс Вентура 2: Когда зовёт природа»
- Мел Гибсон — «Храброе сердце»
- Том Хэнкс — «Аполлон-13»
- Брэд Питт — «12 обезьян»
- Дензел Вашингтон — «Багровый прилив»

### Лучшая женская роль
Алисия Сильверстоун — «Бестолковые»
- Сандра Буллок — «Пока ты спал»
- Мишель Пфайффер — «Опасные мысли»
- Сьюзан Сарандон — «Мертвец идёт»
- Шэрон Стоун — «Казино»

### Самый желанный мужчина
Брэд Питт — «Семь»
- Антонио Бандерас — «Отчаянный»
- Мел Гибсон — «Храброе сердце»
- Вэл Килмер — «Бэтмен навсегда»
- Киану Ривз — «Прогулка в облаках»

### Самая желанная женщина
Алисия Сильверстоун — «Бестолковые»
- Сандра Буллок — «Пока ты спал»
- Николь Кидман — «Бэтмен навсегда»
- Деми Мур — «Алая буква»
- Мишель Пфайффер — «Опасные мысли»

### Лучший прорыв года
Джордж Клуни — «От заката до рассвета»
- Шон Патрик Флэнери — «Пудра»
- Наташа Хенстридж — «Особь»
- Лила Рошон — «В ожидании выдоха»
- Крис Такер — «Пятница»

### Лучший актёрский дуэт
Крис Фарли и Дэвид Спейд — «Увалень Томми»
- Мартин Лоуренс и Уилл Смит — «Плохие парни»
- Крис Такер и Айс Кьюб — «Пятница»
- Брэд Питт и Морган Фримен — «Семь»
- Том Хэнкс и Тим Аллен — «История игрушек»

### Лучший злодей
Кевин Спейси — «Семь»
- Джим Керри — «Бэтмен навсегда»
- Джо Пеши — «Казино»
- Томми Ли Джонс — «Бэтмен навсегда»
- Джон Траволта — «Сломанная стрела»

### Лучшая комедийная роль
Джим Керри — «Эйс Вентура 2: Когда зовёт природа»
- Крис Фарли — «Увалень Томми»
- Адам Сэндлер — «Счастливчик Гилмор»
- Алисия Сильверстоун — «Бестолковые»
- Крис Такер — «Пятница»

### Лучшая песня
Брэнди Норвуд — Sittin' Up In My Room (из фильма «В ожидании выдоха»)
- Seal — Kiss From a Rose (из фильма «Бэтмен навсегда»)
- Кулио — Gangsta’s Paradise (из фильма «Опасные мысли»)
- Уитни Хьюстон — Exhale (Shoop Shoop) (из фильма «В ожидании выдоха»)
- U2 — Hold Me, Thrill Me, Kiss Me, Kill Me (из фильма «Бэтмен навсегда»)

### Лучший поцелуй
Наташа Хенстридж и Энтони Гуидера — «Особь»
- Антонио Бандерас и Сальма Хайек — «Отчаянный»
- Джим Керри и Софи Оконедо — «Эйс Вентура 2: Когда зовёт природа»
- Вайнона Райдер и Дермот Малруни — «Лоскутное одеяло»
- Киану Ривз и Айтана Санчес-Хихон — «Прогулка в облаках»

### Самый зрелищный эпизод
Плохие парни
- Храброе сердце
- Сломанная стрела
- Крепкий орешек 3: Возмездие

### Лучшая драка
Адам Сэндлер vs. Боб Бэркер — «Счастливчик Гилмор»
- Джон Траволта vs. Кристиан Слейтер — «Сломанная стрела»
- Пирс Броснан vs. Фамке Янссен — «Золотой глаз»
- Джеки Чан vs. плохие парни — «Разборка в Бронксе»

### Лучший новый режиссёр
Уэс Андерсон — «Бутылочная ракета»

### Пожизненное достижение
Годзилла (персонаж)

## Статистика
Фильмы, получившие наибольшее число номинаций.
| Фильм                            | номинации |
| -------------------------------- | --------- |
| Бэтмен навсегда / Batman Forever | 6         |
| Семь / Se7en                     | 4         |
| Бестолковые / Clueless           | 4         |
| Опасные мысли / Dangerous Minds  | 4         |